# Puerto Iguazú
Puerto Iguazú es una ciudad de la provincia de Misiones, en el extremo nordeste de la Argentina. Esta localidad se encuentra situada a 14 km de las cataratas del Iguazú, una de las Siete maravillas naturales del mundo. La actividad turística, centrada en estas cataratas, es su principal motor económico, aunque también se destaca el comercio internacional al estar unida con la ciudad brasileña de Foz do Iguaçu a través del Puente Internacional Tancredo Neves, el cual une las rutas Ruta Nacional 12 y la BR-469.
Forma parte de la zona conocida como la Triple Frontera, en donde contacta la soberanía argentina con la del Brasil — Foz do Iguaçu —, y con la soberanía del Paraguay — Ciudad del Este y Presidente Franco.

## Historia

Vista del puerto y de la escultura de Santa María del Yguazú.

Es bien conocido el relato por el cual el explorador español Álvar Núñez Cabeza de Vaca descubrió para los europeos las Cataratas del Iguazú en 1541, intrigado por el ruido ensordecedor que se escuchaba a kilómetros de distancia. En el momento de la llegada de los españoles al lugar, en el siglo XVI, los guaraníes estaban ampliando su territorio. Estos nativos se caracterizaban entre otras cosas por sus diversos cultivos.
No obstante su temprano descubrimiento, la zona permaneció poblada únicamente por indígenas hasta 1880, aun cuando la misión jesuítica de Santa María del Iguazú sobrevivió más de un siglo en el actual emplazamiento de Foz do Iguaçu. En 1881 la provincia de Corrientes — que en ese entonces tenía anexionada Misiones — vende 50 leguas cuadradas en donde hoy se asienta Iguazú. Los terrenos cambiaron 3 veces de dueño en apenas 2 años, llegando hasta manos de José Gregorio de Lezama, lapso en el cual también fue separada Misiones de Corrientes. Lezama costeó un viaje de la Armada que llevó una expedición científica para explorar estas tierras; de este viaje participaron el explorador Carlos Bosetti y Jordan Hummel, quien luego organizaría el primer viaje turístico a las Cataratas. En 1888 Lezama también vendería las tierras, que serían adquiridas por Martín Errecaborde y Cía.
En 1882 el gobernador de Misiones Rudecindo Roca toma entre sus primeras medidas dividir el territorio provincial en cinco departamentos, nombrando al más boreal de ellos Iguazú, el río y sus estruendosos saltos eran una referencia inevitable para estos lares. Este departamento tuvo poca vida, ya que en 1898 la provincia fue nuevamente subdidvidida alcanzando 14 departamentos, llamando Frontera al que abarcaba Iguazú (además de los actuales San Pedro, General Manuel Belgrano y Eldorado). Ya había instalado un pequeño poblado en el lugar, por lo que en 1897 es designado como juez de paz Alberto Mugica. Ese mismo año Hummel emprendió junto a Gibaja y Núñez el primer viaje a las Cataratas, aunque la enmarañada selva impidió que lo realizase por el lado argentino, por lo que tuvo que rodearlo por el Brasil. No obstante, Hummel logró con este viaje que las autoridades hiciesen foco sobre esta zona. 
En 1901 el gobernador Lanusse viaja a Buenos Aires para interesar a la empresa naviera Mihanovich en realizar un viaje turístico por el río Paraná que arribase a Iguazú. El primer paseo en barco no cumplió su objetivo, ya que, por la falta de camino entre la aldea y los saltos, los pioneros turistas no pudieron conocer las mentadas cascadas. Entre estos turistas iba Victoria Aguirre, quien se convirtió en una suerte de protectora del pueblo, al decidir donar una importante suma para la apertura del camino el 12 de agosto de 1901; esta suma fue aunada a una donación de Gibaja y Núñez. El acto fue considerado tan importante que se tomó como fecha simbólica de fundación.
En 1902 el Gobierno Nacional se reserva las tierras que luego formarían uno de los 2 primeros parques nacionales argentinos: el parque nacional Iguazú. En 1907 se rematan las tierras del Iguazú, quedando el norte en manos de Domingo Arrayagaray y el sur en manos de Errecaborde. Gibaja y Núñez vuelven a entrar en escena al instalar el primer hotel en ese mismo año. Esto ocurrió aún antes de la aparición de la primera escuela, Comisaría y puesto de Subprefectura, lo cual acaeció en 1913. Como consta en la creación del Registro Civil en 1916, el pueblo era denominado en ese entonces Puerto Aguirre. En 1928 llega la primera Oficina de Correos.
Entre 1928 se sucederían acontecimientos vitales para el desarrollo futuro del poblado: la Nación compra a Arrayagaray las tierras con destino a parque nacional y zona militar, se crea el parque nacional Iguazú y finalmente se delimitan el área urbana de Puerto Aguirre y el propio Parque. En 1943 el lugar recobró su denominación original. No obstante, la misma fue modificada en 1951 para rebautizarlo como Eva Perón, finalmente el Golpe militar que derrocó a Juan Domingo Perón restauró el nombre que perdura hasta hoy (a comienzo del siglo XX hubo una propuesta de rebautizarla como Ciudad de las Cataratas del Iguazú que no prosperó).  El primer aeropuerto terrado funcionaba ya en 1948. En 1951 es creada la primera Comisión de Fomento, mientras que en 1978 la Municipalidad sería nombrada de primera categoría. Cuando en 1948 se abre por primera vez la venta de tierras en la zona urbana comienza un explosivo incremento poblacional que sólo se vio frenado en los años 1990 por la Ley de Convertibilidad que hizo mucho más atrayente la orilla contraria de Foz de Iguazú.

## Economía
El turismo es la principal actividad económica, ya que la hotelería y el comercio son las principales fuentes de trabajo. Además llegó a la ciudad un gran número de hoteles internacionales (además de los ya existentes) que construyeron sus edificaciones a orillas del río Iguazú, junto a un campo de golf, un albergue juvenil y cabañas para turistas. Esta zona comprende unas 600 ha, y se ubica al este del Puente Internacional Tancredo Neves.

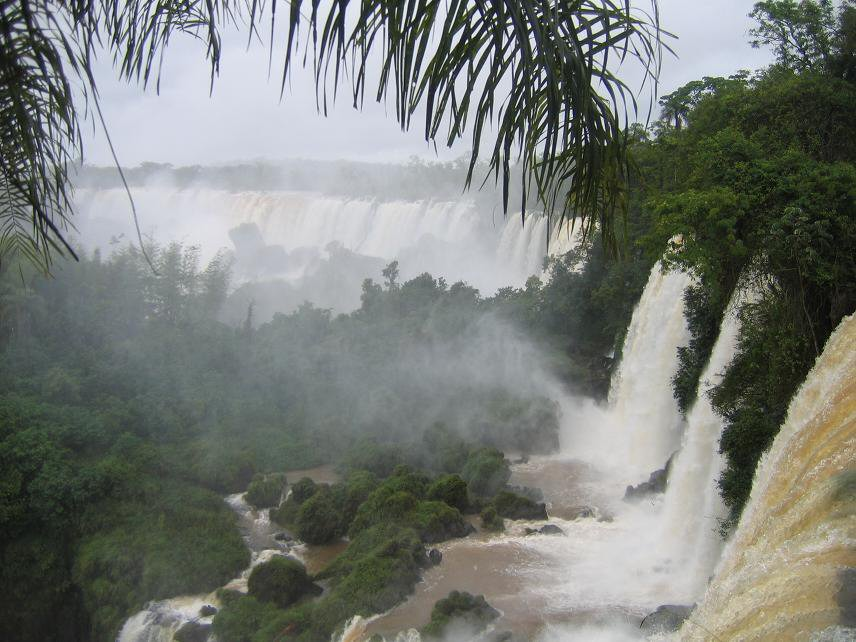
Vista de las Cataratas del Iguazú, elegida como una de las Siete maravillas naturales del mundo.

La ciudad posee más de 40 Atractivos Turísticos para visitar. Algunos de ellos, (además de las Cataratas del Iguazú) son el Hito Tres Fronteras, el complejo La Aripuca, el Puerto y sus actividades náuticas, actividades de aventura, el Museo de Imágenes de la selva, el Museo Mbororé, el parque natural Municipal Luis Honorio Rolón, el centro de rehabilitación para aves Güira Oga, cabalgatas, visita a comunidades de pueblos originarios, un casino (que forma parte de un hotel), actividades náuticas en el Parque Nacional Iguazú y un Bus Turístico que recorre la mayoría de los atractivos.
La ciudad posee también un centro comercial en las cercanías del Puente Internacional, el «Duty Free Shop Puerto Iguazú», muy concurrido por los turistas que visitan el destino. En la zona céntrica hay bancos, casas de cambio, bares, casinos, restaurantes, tiendas de ropa, tiendas deportivas, discotecas, pubs y confiterías.
Puerto Iguazú es la sede de «Productores Mineros S.R.L.», una empresa minera, industrial y comercial que es una de las principales productoras de piedras preciosas y rocas ornamentales de la Argentina.
En cuanto al alojamiento hay hoteles de una, dos, tres, cuatro y cinco estrellas; lodges, hosterías; cámpings y cabañas.

## Clima
| Parámetros climáticos promedio de Iguazú Aero (1991–2020) | Parámetros climáticos promedio de Iguazú Aero (1991–2020) | Parámetros climáticos promedio de Iguazú Aero (1991–2020) | Parámetros climáticos promedio de Iguazú Aero (1991–2020) | Parámetros climáticos promedio de Iguazú Aero (1991–2020) | Parámetros climáticos promedio de Iguazú Aero (1991–2020) | Parámetros climáticos promedio de Iguazú Aero (1991–2020) | Parámetros climáticos promedio de Iguazú Aero (1991–2020) | Parámetros climáticos promedio de Iguazú Aero (1991–2020) | Parámetros climáticos promedio de Iguazú Aero (1991–2020) | Parámetros climáticos promedio de Iguazú Aero (1991–2020) | Parámetros climáticos promedio de Iguazú Aero (1991–2020) | Parámetros climáticos promedio de Iguazú Aero (1991–2020) | Parámetros climáticos promedio de Iguazú Aero (1991–2020) |
| Mes                                                       | Ene.                                                      | Feb.                                                      | Mar.                                                      | Abr.                                                      | May.                                                      | Jun.                                                      | Jul.                                                      | Ago.                                                      | Sep.                                                      | Oct.                                                      | Nov.                                                      | Dic.                                                      | Anual                                                     |
| --------------------------------------------------------- | --------------------------------------------------------- | --------------------------------------------------------- | --------------------------------------------------------- | --------------------------------------------------------- | --------------------------------------------------------- | --------------------------------------------------------- | --------------------------------------------------------- | --------------------------------------------------------- | --------------------------------------------------------- | --------------------------------------------------------- | --------------------------------------------------------- | --------------------------------------------------------- | --------------------------------------------------------- |
| Temp. máx. abs. (°C)                                      | 38.5                                                      | 39.0                                                      | 38.5                                                      | 35.1                                                      | 32.5                                                      | 30.7                                                      | 31.8                                                      | 35.3                                                      | 40.0                                                      | 40.1                                                      | 37.7                                                      | 38.4                                                      | 40.1                                                      |
| Temp. máx. media (°C)                                     | 32.0                                                      | 31.5                                                      | 30.6                                                      | 27.8                                                      | 23.5                                                      | 22.2                                                      | 22.5                                                      | 25.2                                                      | 26.8                                                      | 28.7                                                      | 30.1                                                      | 31.3                                                      | 27.7                                                      |
| Temp. media (°C)                                          | 25.8                                                      | 25.2                                                      | 24.3                                                      | 21.6                                                      | 17.8                                                      | 16.5                                                      | 15.9                                                      | 17.9                                                      | 19.9                                                      | 22.4                                                      | 23.7                                                      | 25.2                                                      | 21.3                                                      |
| Temp. mín. media (°C)                                     | 20.7                                                      | 20.4                                                      | 19.4                                                      | 16.9                                                      | 13.4                                                      | 12.2                                                      | 11.0                                                      | 12.3                                                      | 14.3                                                      | 17.0                                                      | 17.9                                                      | 19.8                                                      | 16.3                                                      |
| Temp. mín. abs. (°C)                                      | 13.5                                                      | 10.6                                                      | 8.0                                                       | 3.0                                                       | 0.0                                                       | -1.0                                                      | -2.0                                                      | -2.0                                                      | 1.2                                                       | 6.1                                                       | 6.4                                                       | 7.8                                                       | -2.0                                                      |
| Precipitación total (mm)                                  | 180.1                                                     | 149.9                                                     | 153.3                                                     | 161.1                                                     | 185.5                                                     | 145.5                                                     | 107.0                                                     | 83.7                                                      | 155.3                                                     | 247.0                                                     | 172.3                                                     | 219.0                                                     | 1959.7                                                    |
| Días de precipitaciones (≥ 0.1 mm)                        | 10.0                                                      | 9.6                                                       | 8.7                                                       | 8.2                                                       | 8.9                                                       | 8.5                                                       | 8.1                                                       | 6.4                                                       | 9.2                                                       | 12.2                                                      | 9.1                                                       | 10.3                                                      | 109.1                                                     |
| Humedad relativa (%)                                      | 79.0                                                      | 80.5                                                      | 80.9                                                      | 83.8                                                      | 87.5                                                      | 88.6                                                      | 85.0                                                      | 78.9                                                      | 77.0                                                      | 78.8                                                      | 75.8                                                      | 77.9                                                      | 81.1                                                      |
| Fuente: Servicio Meteorológico Nacional                   |                                                           |                                                           |                                                           |                                                           |                                                           |                                                           |                                                           |                                                           |                                                           |                                                           |                                                           |                                                           |                                                           |

## Comunicaciones

Edificio Resguardo de Aduana, levantado en la bajada del puerto. Inaugurado en el año 1942, fue declarado como Patrimonio de Interés Histórico Cultural, el 1 de junio de 2009. En la actualidad funciona la oficina de la AFIP de Puerto Iguazú.

La principal vía de acceso terrestre es la ruta Nacional N.º 12, que la comunica al sur con Puerto Libertad, Eldorado, Posadas y Buenos Aires. Hacia el este la ruta Nacional N.º 101 la comunica con asfalto con el acceso a las Cataratas del Iguazú, a partir de allí el tramo es terrado hasta Comandante Andresito (esta condición la mantendrá porque pasa por varios Parques y reservas). El Puente Internacional Tancredo Neves representa un punto de acceso desde el Brasil y desde este al Paraguay.

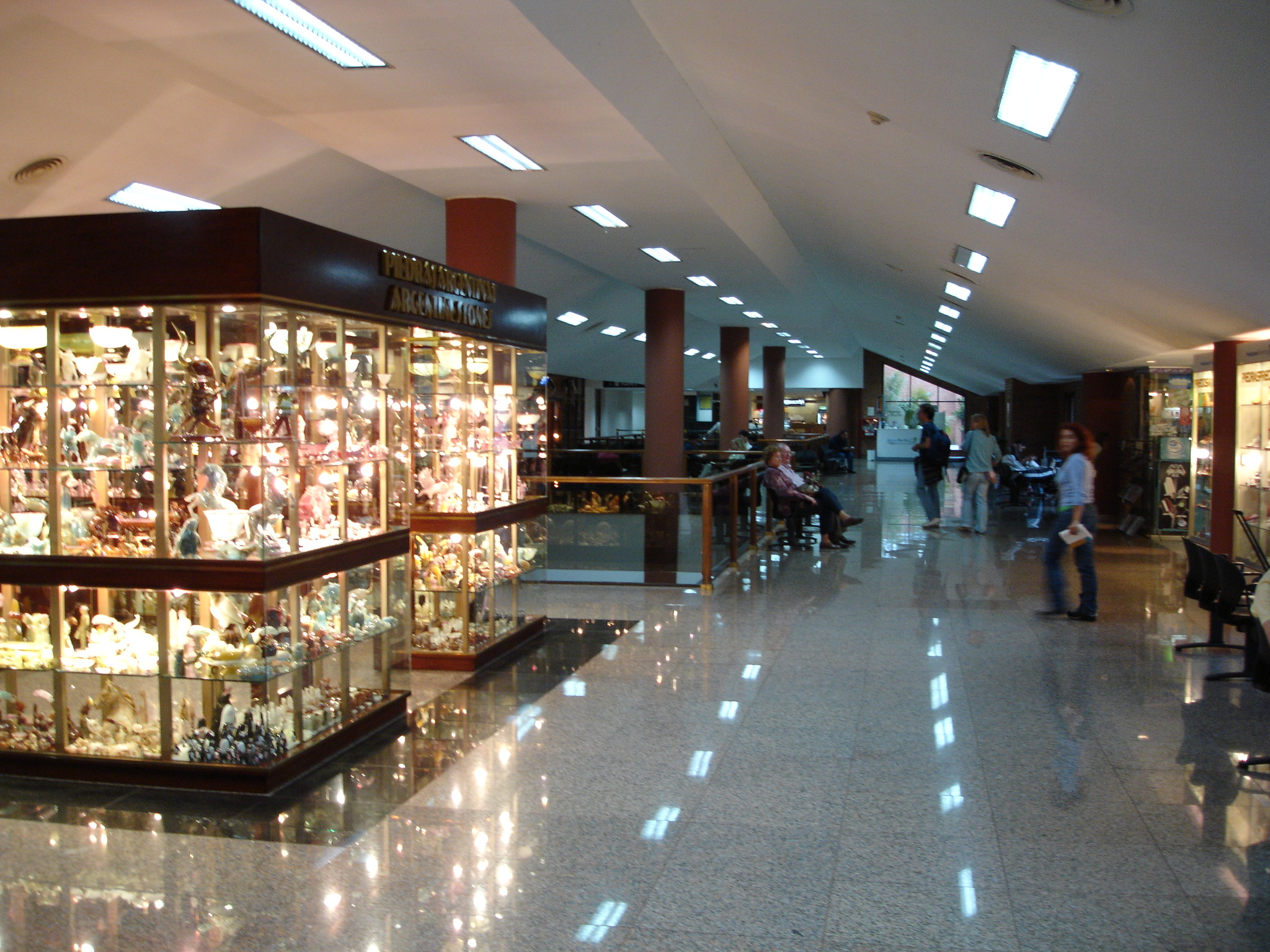
Planta superior del Aeropuerto Internacional de Puerto Iguazú.

El Aeropuerto Internacional de Puerto Iguazú es uno de los medios favoritos de arribo de los turistas, siendo el de mayor movimiento de toda la Región del Noreste Argentino. Las comunicaciones fluviales son escasas.

## Población
Cuenta con alrededor de 60.000 habitantes.
Demográficamente, gran parte de la población es mestiza, resultado de la mezcla de indígenas locales (principalmente avá pero también mbyá) e inmigrantes europeos (generalmente españoles o -en menor medida- portugueses, italianos y de otros orígenes, como germanos y eslavos), y una parte además tiene un grado significativo de ascendencia africana subsahariana (la cual generalmente provino de inmigrantes brasileños) que suele estar mixturada con la ascendencia europea e/o indígena. Además de la presencia de brasileños desde un comienzo, siempre fue muy fuerte la de paraguayos (los cuales también suelen ser descendientes de españoles e indígenas avá o mbyá), quienes son el grupo inmigrante más numeroso.
Dentro del municipio de Puerto Iguazú hay cinco aldeas de los indígenas mbyá: Fortín Mbororé (la cual prácticamente forma parte de la planta urbana), Jasy Porá, Tupã Mba'e, Yriapú e Ytá Poty Mirí (las cuatro muy cercanas a la zona urbana pero fuera de ella); entre todas suman aproximadamente 2.000 habitantes. Aunque las tierras pertenecientes a las mismas fueron cedidas por leyes nacionales, a la de Yriapú se la despojó de casi 100 ha para edificar un complejo turístico.

## Parroquias de la Iglesia católica en Puerto Iguazú
| Diócesis        | Puerto Iguazú                                                                                       |
| --------------- | --------------------------------------------------------------------------------------------------- |
| Parroquias      | Catedral Virgen del Carmen, San Roque González de Santa Cruz y Compañeros Mártires, Cristo Redentor |
| Cuasiparroquias | San Cayetano, Santa Rosa de Lima                                                                    |

## Ciudades hermanadas
- Foz do Iguaçu, Brasil.[4]
- Ciudad del Este, Paraguay.[4]
- Presidente Franco, Paraguay.[5]